# Петар Белберов
Петар Руменов Белберов (болг. Петър Руменов Белберов; 17 лютого 1990, Софія) — болгарський боксер, призер чемпіонату  Європи серед аматорів.

## Аматорська кар'єра
На чемпіонаті Європи 2011 Петар Белберов програв у другому бою.
На Європейських іграх 2015 програв у першому бою.
На чемпіонаті Європи 2015 завоював бронзову медаль.
- В 1/8 фіналу переміг Яна Судзиловського (Білорусь) — 3-0
- У чвертьфіналі переміг Магомеда Омарова (Росія) — 3-0
- У півфіналі програв Флоріану Шульц (Німеччина) — TKO 3

На чемпіонаті світу 2015 програв у другому бою Філіпу Хрговичу (Хорватія).
На чемпіонаті Європи 2017 програв у другому бою Магомедрасулу Маджидову (Азербайджан).
2017 був учасником напівпрофесійної боксерської ліги WSB у складі команди «British Lionhearts» (Англія).
На Європейських іграх 2019 переміг двох суперників, а у чвертьфіналі програв Мураду Алієву (Франція).
На чемпіонаті світу 2019 програв у першому бою.
На чемпіонаті світу 2021 програв у другому бою.